# Cloruro de nitrilo
El cloruro de nitrilo es un compuesto inorgánico y volátil de fórmula ClNO2. En condiciones normales es un gas.

## Formación
El cloruro de nitrilo puede formarse a partir de la reacción del pentóxido de dinitrógeno con cloruros o con el cloruro de hidrógeno:
N2O5 + 2HCl → 2ClNO2 + H2O
N2O5 + NaCl → ClNO2 + NaNO3
Este tipo de reacción puede producirse en la atmósfera terrestre.